# Орден на мечоносците
Ливонските братя по меч (на латински: Fratres militiæ Christi Livoniae, на немски: Schwertbrüderorden) са военен орден, създаден от епископа на Рига Aлберт през 1202 с цел християнизация на балтийските земи. Папа Инокентий III санкционира създаването на ордена през 1204 г. Членове на ордена са немски „воини монаси“. Алтернативни наименования на Ордена включват Христовите рицари, Орден на Мечоносците и Христово войнство в Ливония.
След загубата им от литовците и жмуджаните при Сауле през 1236 оцелелите братя се зачисляват към Тевтонски орден, запазвайки автономията си под името Ливонски орден.

## История
По подобие на други християнски военни ордени Алберт, епископ на Рига и княз-епископ на Ливония, основава Братството през 1202 за подпомагане на Митрополията си в покръстването на езическите племена ливи, латгали и селони, живеещи отвъд древните търговски пътища към Залива на Рига. Орденът бързо набира популярност, защото предлага възможности за авантюри и оземляването на много германски феодали и техните синове, главно от Саксония. За униформа им служи белия плащ с червен кръст и меч. В йерархията има рицари и служители (оръженосци, занаятчии, слуги), набирани сред свободните земеделци и граждани.
Още от основаването си Орденът и неговите членове показват склонност да игнорират предполагаемата си васална зависимост от епископите. През 1218, Алберт моли крал Валдемар II и Дания за помощ срещу растящата им мощ и независимост, но Валдемар вместо това прави сделка с Братството и завладява Северна Естония (сега известен като Датска Естония) за Дания.
Братството има седалище в Желязков в днешна Естония, където стените на замъка на Магистъра все още стоят. Други техни крепости са Венден, Зегеволд и Ашераден. Командирите на Желязков, Голдинген, Мариенбург, Рефал и магистърът на Вайсенщайн принадлежат към петчленния съвет (Капитул) на Магистъра на Ордена.
Папа Григорий IX призовава братята да защитават Финландия от атаките на Новгород с писмо си от 24 ноември 1232. Въпреки това, не е известна информация по отношение на възможните дейности на рицарите във Финландия. Швеция в крайна сметка завладява Финландия при Втория шведски кръстоносен поход през 1249.
Орденът е разбит в битката при Сауле през 1236 от литовците и жмуджаните, Това бедствие довежда оцелелите братя в Ордена на тевтонските рицари през следващата година и оттогава нататък те стават известни като Ливонски орден. Те продължават да функционират съобразно всички правила на въоръженото монашество и поддържат облекло и политика на автономен клон на Тевтонския орден, начело с техен собствен Магистър (самият по право подчинен на Тевтонския Хохмайстер).

### Хронология
- 1205: Епископ Алберт изгражда в устието на Западна Двина цистерцианския манастир Свети Николай, известен и като Дюнамюнде.
- 1207: Армия на Ордена обсажда крепостта Кукейнос по средното течение на Западна Двина. Защитата на крепостта се ръководи от княз Вячеслав (Вячко) Борисович. През същата година папата издава документ, с който епископът получава собствеността над една трета от завладяната земя.
- 1207: Мечоносците основават и се настаняват в замъка Зегеволд (Зигвалд, на немски: Siegwald, означаващо „Победата над гората“, дн. Сигулда).
- 1208: Неуспешна военна кампания в Литва.
- 1209: Епископ Алберт завладява Ерсика. През същата година Магистър на име Вино фон Рорбах е обезглавен, а неговото място е заето от Фолквин фон Винтерщатен.
- 20 октомври 1210: Епископ Алберт и магистър Фолкфин получават от папа Инокентий III була с привилегии над Ливония и Семигалия, както и ново опрощение на греховете.
- 6 януари 1217: Орденът нахлува в Новгородската земя и на 1 март след тридневна обсада овладява замъка Одемпе (в превод „Мечкоглав“, днес Отепаа) и го отннема от княза на Псков Владимир, син на Мстислав Храбри.
- 1219: Заедно с датските войски, дошли на помощ на Ордена, мечоносците овладяват крепостта Ревал (днес Талин). През същата година армията на Новгород, водена от княз Всеволод Мстиславич покорява и владее в продължение на две седмици крепостта Венден.
- 1221: Новгородска армия, водена от княз Всеволод провежда дълъг и мъчителен поход до Венден.
- 1223: Новгородци, водени от княз Ярослав Всеволодович достигат Ревал. На 15 август след двуседмична обсада мечоносците завладяват Вилянди, а според Хенрик Латвийски „...оставят много руси обесени в предната част на замъка като заплаха за останалите.“
- 1224: След дълга обсада от войските на Ордена завладяват и отнемат от русите Дорпат, след смъртта на отбраняващия града Вячко. Реакция от Новгород не последва заради конфликт с княз Всеволод. До края на третото десетилетие на XIII век Орденът иззема почти цялата земя на жмуджаните и ливите.
- 1225: Орденът нарушава мирния договор с Литва и организира кампания срещу Великото херцогство.
- Май 1226: императорът на Свещената Римска империя Фридрих II утвърждава Ордена на мечоносците и владенията на епископите на Рига и Дорпат.
- 1233: Организира се нов северен Кръстоносен поход срещу Новгород, продължил до 1236.
- 1234: В сражения при Омовже под Дорпат на река Емайги и при град Тарту войската на Ордена претърпяват поражения от новгородския княз Ярослав Всеволодович. На Емайга рицарите пропадат под речния лед. Експанзията на Ордена на изток е преустановена.
- 1236: За да отслаби Литва и да пресече помощта, която литовците оказват на другите балти, на 9 февруари 1236 Папа Григорий IX обявил кръстоносен поход против Литва. На 22 септември се състои битка при Сауле (дн. Шауляй), завършила с пълно поражение за мечоносците. Загива магистърът на ордена Фолкфин фон Винтерщатен.
- 12 май 1237: в Витербо Григорий IX и Хохмайстерът на Тевтонския орден Херман фон Залца извършват обред по присъединяване на остатъка от мечоносците към Тевтонския орден. Тевтонски рицари заемат замъците и попълват оределите ливонски гарнизони. Контролираната от мечоносците теокрация започва да се нарича Ливонско ландмайстерство на тевтонския орден или само Ливонски орден.

## Магистри
- Вено фон Рорбах – 1204 – 1209
- Фолквин (Шенк) фон Винтерщайн – 1209 – 1236

### Ландмайстери на Ливония
- Херман фон Балк 1237 – 1238
- Дитрих фон Грюнинген 1238 – 1246
- Aндреас фон Щирланд 1248 – 1253
- Aно фон Зангерсхаузен 1253 – 1256
- Буркхард фон Хорнхаузен 1256 – 1260
- Вернер фон Брайтхаузен 1261 – 1263
- Конрад фон Мандерн 1263 – 1266
- Ото фон Лутерберг 1266 – 1270
- Валтер фон Нортекен 1270 – 1273
- Ернст фон Расбург 1273 – 1279
- Конрад фон Фойхтванген 1279 – 1281
- Вилкен фон Eндорп 1281 – 1287
- Конрад фон Херцогенщайн 1288 – 1290
- Халт фон Хоембах –1293
- Хайнрих фон Динкелаге 1295 – 1296
- Бруно 1296 – 1298
- Готфрид фон Рога 1298 – 1307
- Конрад фон Йоке 1309 – 1322
- Йоханес Унгенаде 1322 – 1324
- Раймар Хане 1324 – 1328
- Еферхард фон Mонхайм 1328 – 1340
- Буркхард фон Драйлебен 1340 – 1345
- Госвин фон Херке 1345 – 1359
- Арнолд фон Фитингхоф 1359 – 1364
- Вилхелм фон Фримерсхайм 1364 – 1385
- Р. фон Елтц 1385 – 1389
- Венемар Хазенкамп фон Брюгенайе 1389 – 1401
- Конрад фон Фитингхоф 1401 – 1413
- Дитрих Tорк 1413 – 1415
- Зигфрид Ландер фон Шпанхайм 1415 – 1424
- Зисе фон Рутенберг 1424 – 1433
- Franco Керскорф 1433 – 1435
- Хайнрих фон Бокенворде 1435 – 1437
- Х. Финке фон Оферберген 1438 – 1450
- Йохан Oстхоф фон Mенгеде 1450 – 1469
- Йохан Волтхус фон Херзе 1470 – 1471
- Бернд фон дер Борш 1471 – 1483
- Йохан Фридах фон Лорингхофе 1483 – 1494
- Wolter фон Плетенберг 1494 – 1535
- Херман Хазенкамп фон Брюгенайе 1535 – 1549
- Йохан фон дер Реке 1549 – 1551
- Хайнрих фон Гален 1551 – 1557
- Йохан Вилхелм фон Фюрстенберг 1557 – 1559
- Готард Кетлер 1559 – 1561

## В популярната култура
Главният герой в компютърната игра Vampire: The Masquerade – Redemption Кристоф Ромуалд е кръстоносец, който се бори като член на Орден мечоносци в алтернативна история на Европа, населена с вампири и други чудовищни сили.
Той също се появява на видно място в The Mongoliad като един от основните антагонисти от измислен орден.
„Братята на меча“ от Питър Дарман е измислена история за Ливонските братя, разположена в 13 век.
Орденът е включен в Medieval II: Total War – на разположение като пехотна част на Тевтонския орден.

## Галерия
- Мекленбургският граф и мечоносец Хелмонд III фон Плесе.
- Ливонски рицар
- Ливонска конфедерация, 1260.
- Папската була от 1237
- Ливонски братя пред полския крал, 1557